# Pedra Gentil
La Pedra Gentil és una estructura megalítica del municipi de Vallgorguina, (Vallès Oriental), declarat Bé cultural d'interès local.
El dolmen, d'uns 4.000 anys, és un sepulcre dels anomenats de cambra simple.
Tradicionalment, sempre s'havia dit que era un lloc de reunió de bruixes i, actualment, a la nit de Sant Joan s'hi celebren sàbats populars.
Fou aixecat pel propietari de la finca deixant una reconstrucció falsa. Per accedir al dolmen cal agafar la carretera B-511 de Sant Celoni a Vallgorguina i, a uns 4 km de l'entrada a l'autopista, agafar a la dreta el camí de Can Pradell. Aquest camí passa molt a prop del dolmen.
La pedra superior està trencada i algunes de les set que li fan de suport han estat reubicades i amb afegits per mantenir-ne l'alçada primitiva. Se'n desconeix l'aspecte original, si bé està documentat que el dolmen fou restaurat el 1885 pel propietari de la finca on es troba, Josep Pradell.
Ubicada dins del Parc Natural del Montnegre i el Corredor i molt a prop de les ruïnes de l'església de Santa Eulàlia de Tapioles, per arribar-hi cal accedir per l'entrada al parc que hi ha a la carretera de Sant Celoni a Vallgorguina, a uns 2 km d'aquesta vila. Els pescadors del Maresme antigament deien que, quan sobre les muntanyes on es troba el dolmen s'hi feien grans núvols, volia dir que tindrien mala mar. Hi havia vegades que, per aquest motiu, no sortien a pescar.